# Hickmanolobus ibisca
Hickmanolobus ibisca là một loài nhện trong họ Orsolobidae.
Loài này thuộc chi Hickmanolobus. Hickmanolobus ibisca được miêu tả năm 2008 bởi Baehr & H. M. Smith.